# 이시카와초역

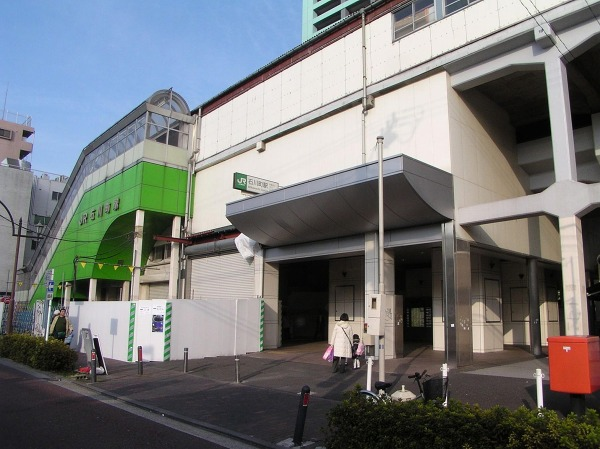
중화가구(2007년 1월)

이시카와초(모토마치 · 주카가이)역(일본어: 石川町(元町・中華街)駅, いしかわちょう(もとまち・ちゅうかがい)えき 이시카와초오(모토마치 · 추우카가이)에키)은 일본 가나가와현 요코하마시 나카구에 위치한 동일본 여객철도 네기시 선의 역이다. 부역명은 모토마치 · 주카가이이다.

## 개요
1964년 (쇼와 39년), 네기시선의 연신시에 개업했다. 나카무라강을 건너서 만들어져 있지만, 역의 북측에 있는 요코하마 주카가이와 남쪽에 있는 모토마치의 양쪽의 편리성을 고려하고 있다.
국철은 당초 역명을 당역 남쪽 약 500 m 정도에 있는 관광지 · 야마테 따라서 "야마테초역"또는이 역에서 북쪽으로 약1 km 정도의 야마시타정에 있는 항구에 의하여 "미나토요코하마역" 이라고 명명하자는 의견이 있었다. 그러나, 현지 주민의 운동에 의해 "이시카와초역"이라고 명명되었다.
그동안 외로운 마을이었던 이시카와정의 특히 잇초메 부근은 이 역의 개업에 의해 당역에서 야마테나 모토마치로 가는 길이 되었기 때문에 일전해 활기차게 되었다. 또한, 이 역의 건설에 있어서, 퇴거 등에 응한 전 주민들은, 이시카와정의 영구 명예 정내회원로 되었다.
이후 오랫동안 야마테, 모토마치, 중화가 등 요코하마의 주요 관광 명소로의 입구 역으로서의 역할을 수행해 왔지만, 2004년 (평일 16년)에 요코하마 고속철도 미나토미라이선의 모토마치·주카가이역가 개업했기 때문에, 모토마치의 가장 가까운 역의 자리를 양보하게 되었다.

## 타는 곳
| 번선 | 노선                     | 방향 | 목적지                                                                | 비고                |
| ---- | ------------------------ | ---- | --------------------------------------------------------------------- | ------------------- |
| 1    | 네기시선(게이힌도호쿠선) | 하행 | 야마테・이소고・신스기타・고난다이・오후나 방면                       |                     |
| 2    | 네기시선(게이힌도호쿠선) | 상행 | 간나이・요코하마・가와사키・오모리・신바시・도쿄・우에노・오미야 방면 | 게이힌도호쿠선 직통 |
| 2    | 요코하마선               | -    | 신요코하마・마치다・하치오지 방면                                     | 아침 저녁에만 운전  |

(출처: JR 동일본:역 구내도)

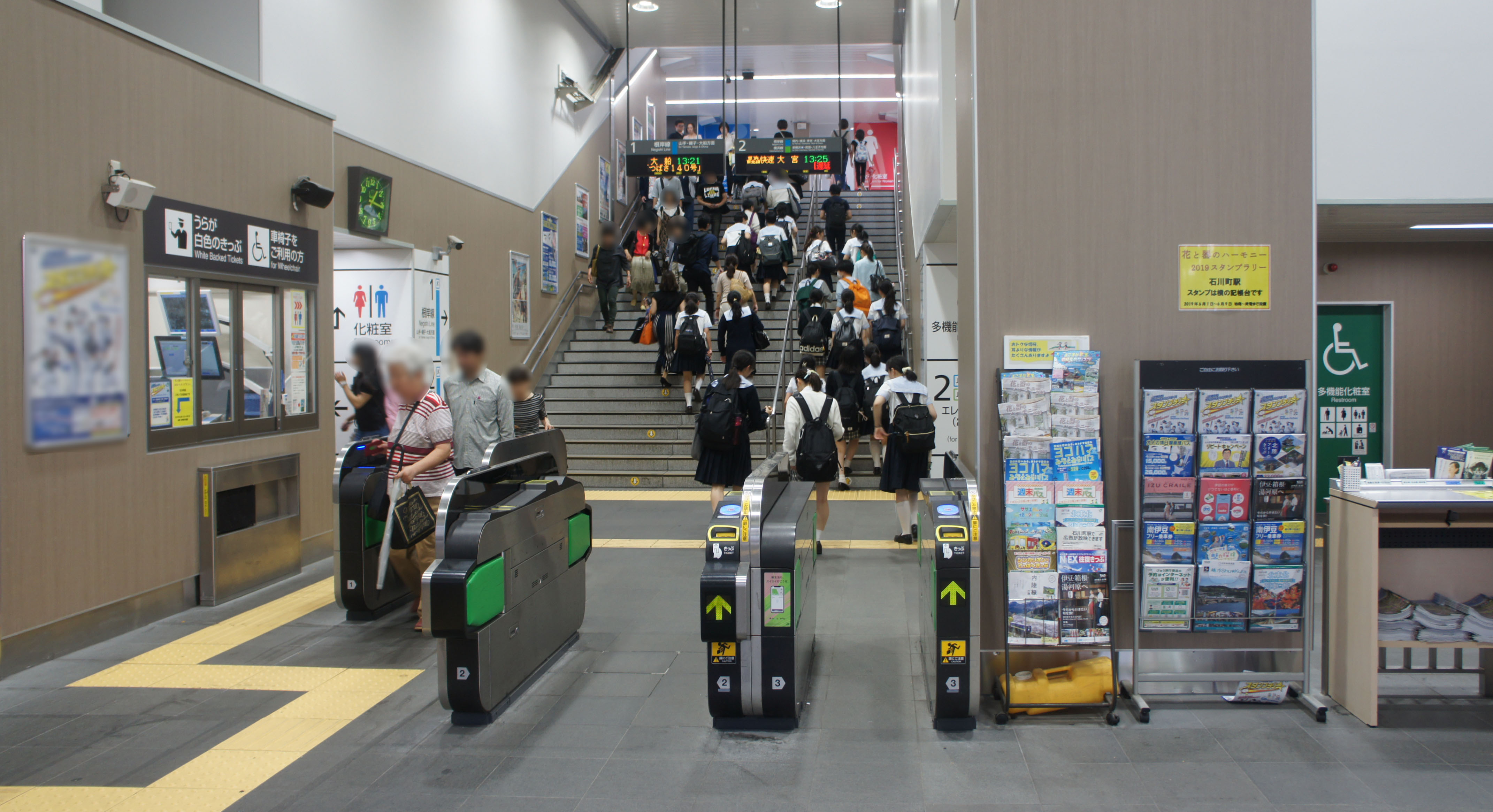
모토마치 개찰(2019년 6월)
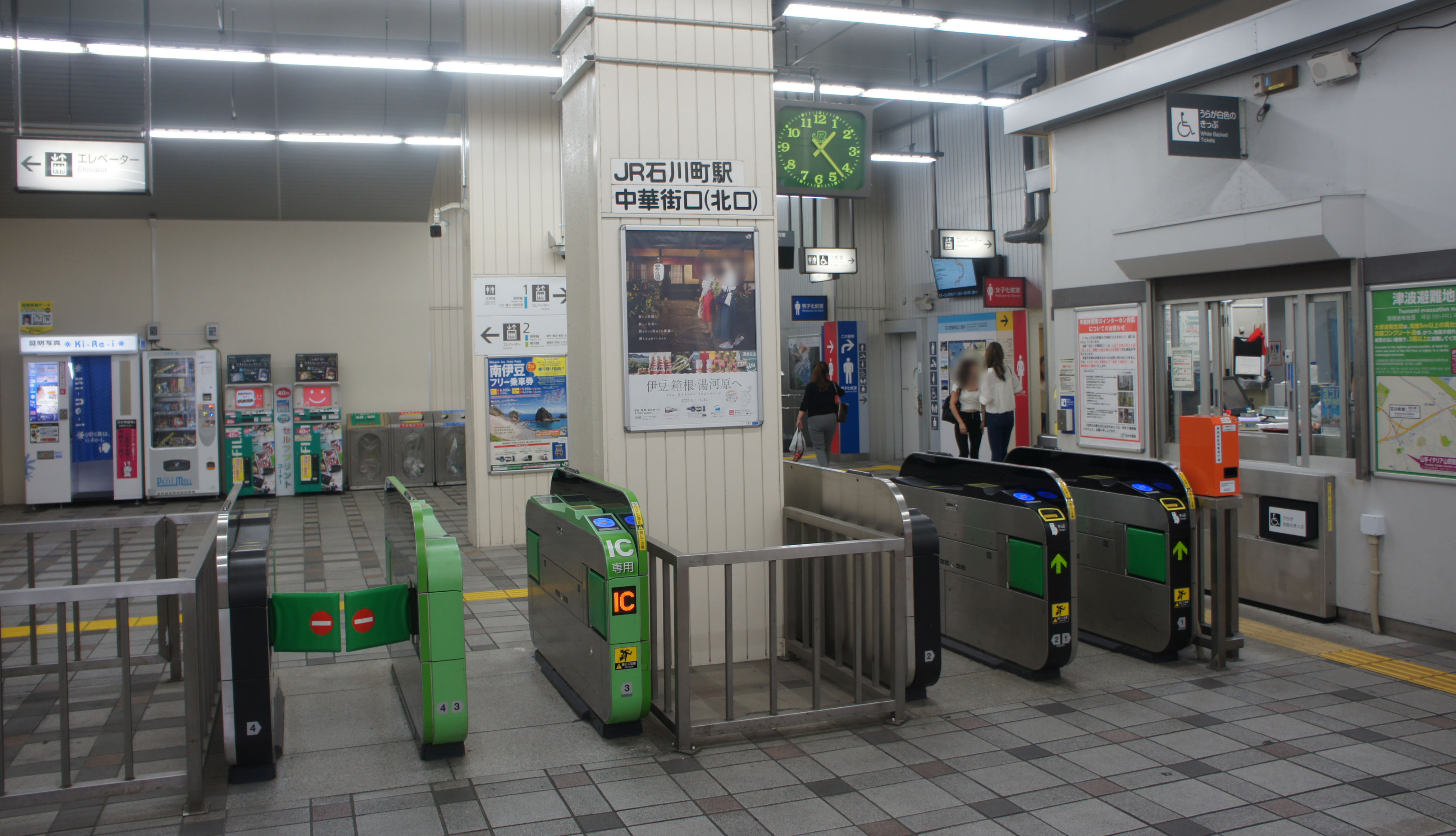
차이나타운 개찰(2019년 6월)
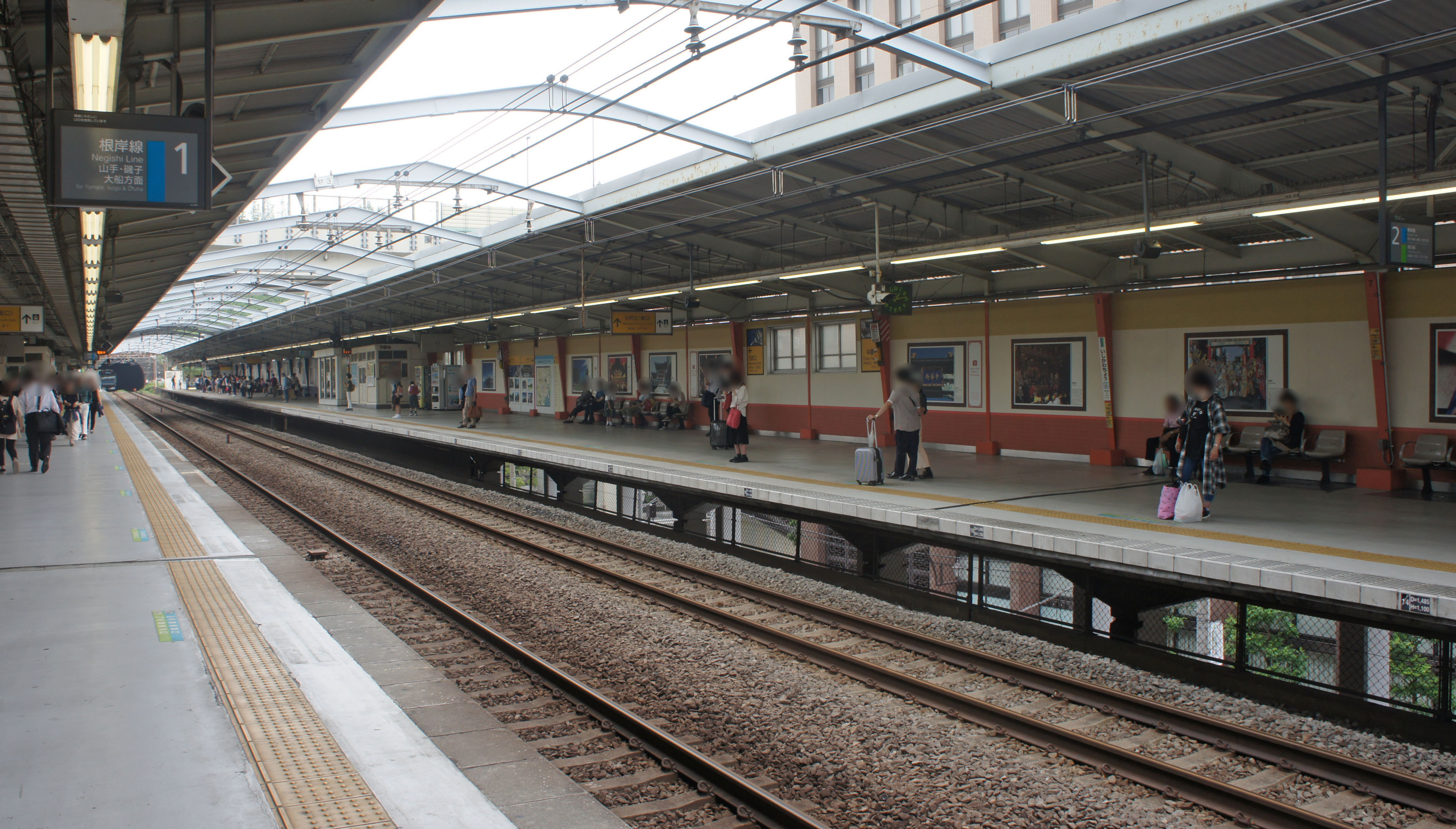
승강장(2019년 6월)
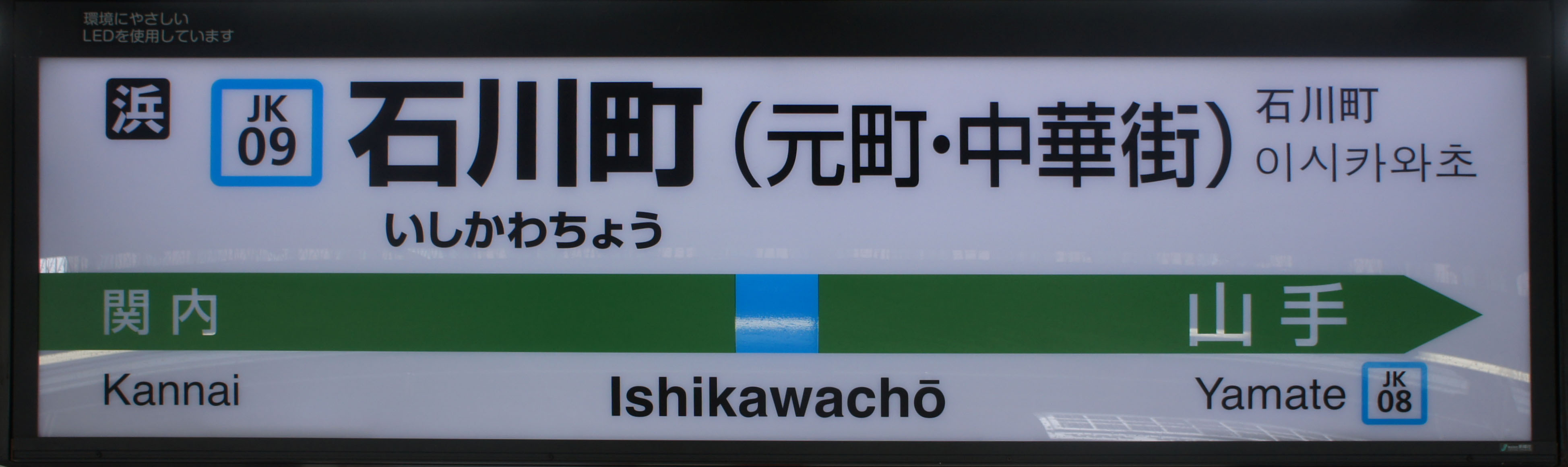
부명칭이 병기된 역명판(2019년 6월)

## 역사
- 1964년 (쇼와 39년) 5월 19일: 국철 네기시선 사쿠라기초역 ~ 이소고역사이 개통시[1]영업 개시.
- 1987년 (쇼와 62년) 4월 1일: 국철 분할 민영화이에 따라 동일본 여객철도(JR 동일본)의 역이 된다.
- 1993년 (평일 5년) 8월 5일: 자동 개찰기를 설치하여 공용 개시.
- 2001년 (평일 13년) 11월 18일: IC 카드 "Suica"의 이용이 가능해진다.
- 2002년 (평일 14년) 2월 12일: 북쪽 출입구를 중화가구로, 남쪽 출입구를 모토마치 출구로 개칭.
- 2012년 (평일 24년) 6월 22일: 요코하마 지사 관내에서는 처음이 되는 여성 역장이 취임.
- 2016년 (평일 28년) 9월 15일: 부명칭으로서 "모토마치 · 주카가이"를 도입.
- 2020년 (령화 2년) 11월 1일: 업무 위탁화.
- 2021년 (령화 3년)
  - 10월 28일: 미도리의 창구 영업을 종료.
  - 12월 7일: 부스형 쉐어 오피스 "STATION BOOTH"가 개업.

## 인접역
| 동일본 여객철도 ■ 네기시 선  | 동일본 여객철도 ■ 네기시 선 | 동일본 여객철도 ■ 네기시 선 |
| ---------------------------- | --------------------------- | --------------------------- |
| 간나이 오미야, 하치오지 방면 | 쾌속, 각역정차              | 네기시 오후나 방면          |